# Південноафриканський страус
Південноафриканський страус ( Struthio camelus australis ), також відомий як чорношиїй страус, капський страус або південний страус, є підвидом звичайного страуса, ендемічного для Південної Африки. Його широко вирощують заради м’яса, яєць і пір’я.

## Ареал і поширення

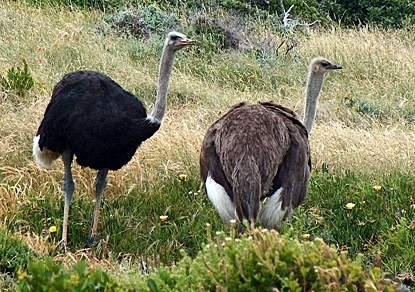
Самець і самка південноафриканських страусів.

Південноафриканський страус зустрічається в Південній Африці, Намібії, Малаві, Замбії, Зімбабве, Анголі та Ботсвані. Мешкає переважно на південь від річок Замбезі та Кунене.

## Загрози
Його вирощують заради отримання яєць, м’яса, шкіри та пір’я в районі Літтл-Кару Капської провінції.